# Université islamique du Bangladesh
L'université islamique du Bangladesh (bengali : ইসলামী বিশ্ববিদ্যালয়, বাংলাদেশ) (arabe :  الجامعة الإسلامية بنغلاديش), communément connue sous le nom d'université islamique, à Kushtia, est l'une des principales universités publiques de recherche et de doctorat du Bangladesh et le plus grand siège de l'enseignement supérieur dans le sud-ouest du pays. C'est la seule université du Bangladesh où une filière d'études théologiques spécialisées et six autres en sciences humaines, sciences sociales, sciences appliquées, ingénierie, commerce et droit se déroulent parallèlement. Initialement financé par l'Organisation de la coopération islamique (OCI), elle est aujourd'hui financé par le gouvernement du Bangladesh par l'intermédiaire de la Commission des subventions universitaires du Bangladesh. Le 22 novembre 1979, la fondation de l'université islamique a été créée à Kushtia, et elle est régie par la loi sur l'université islamique de 1980.Elle a commencé ses activités le 28 juin 1986. C'est la septième université la plus ancienne du pays et la première université du Bangladesh créée après l'indépendance du Pakistan occidental en 1971,.